# 布莱顿 (阿拉巴马州)
布莱顿（英語：Brighton），是美国阿拉巴马州下属的一座城市。面积约为1.42平方英里（约合3.67平方公里）。根据2010年美国人口普查，该市有人口2,945人，人口密度为2,076.87/平方英里（约合802.45/平方公里）。